# Monika Schnarre

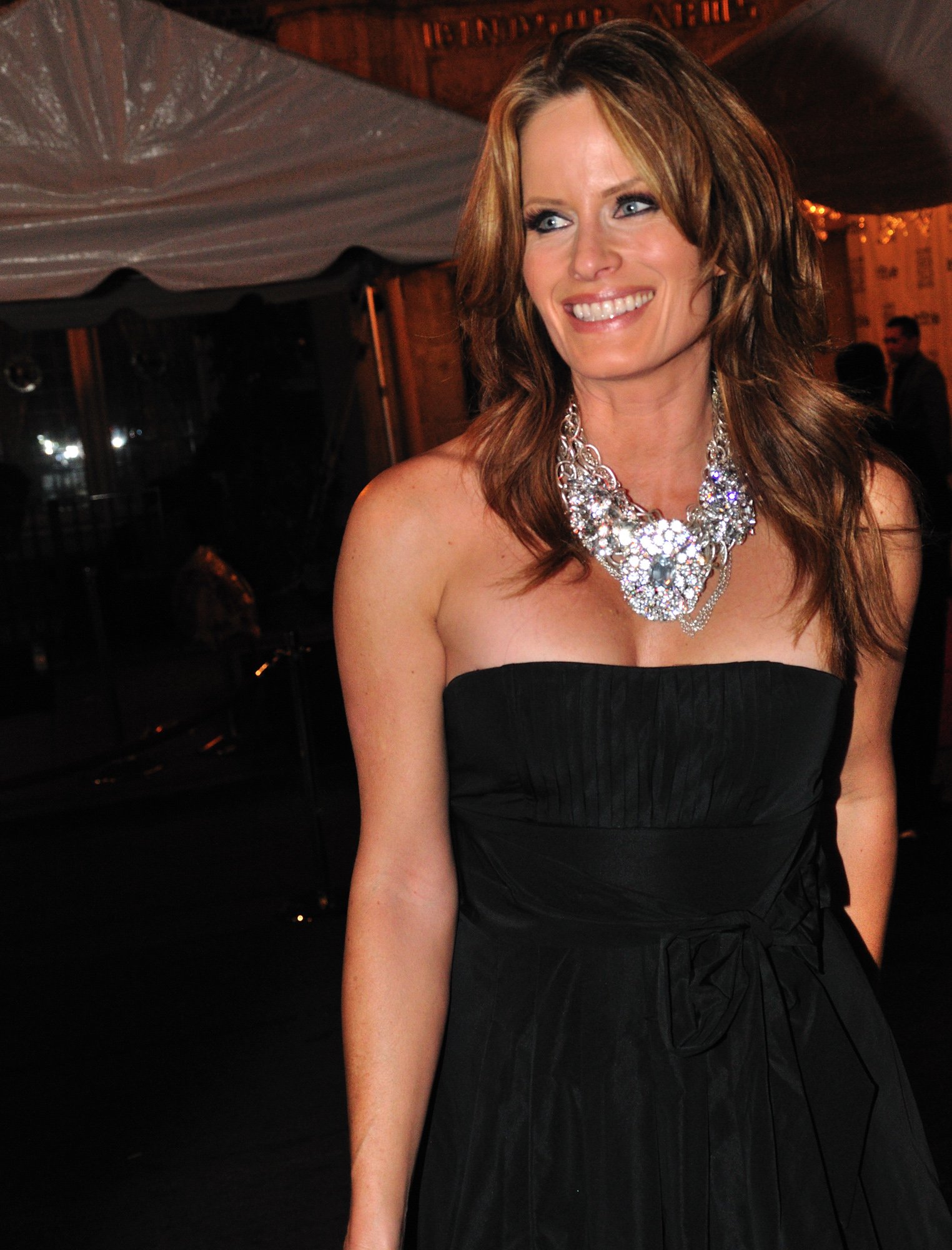
Monika Schnarre in Toronto (2010)

Monika Schnarre (* 27. Mai 1971 in Toronto, Ontario) ist eine kanadische Schauspielerin, Model und Moderatorin.

## Leben
Monika Schnarre wurde von Torontos „Judy Welch Modeling“-Agentur entdeckt. Sie erreichte internationale Bekanntheit, als sie 1986 den Supermodel of the World-Wettbewerb, im Alter von 14 Jahren gewann. Damit ist sie das jüngste Model, das diesen Preis jemals bekam. Sie schrieb 1989 über ihre Modelkarriere ein Buch mit dem Titel Monika: Between You and Me. Später wurde sie Schauspielerin und erschien so zum Beispiel in Jugendserien und -filmen wie z. B. Boogies Diner. 1999 wirkte sie an dem Computerspiel Command & Conquer: Tiberian Sun mit. 2007 wurde sie eine ehrenamtliche Botschafterin für die „Habitat for Humanity“ Toronto-Organisation.

## Filmografie (Auswahl)
- 1987–1990: Erben des Fluchs (Friday the 13th: The Series, Fernsehserie, 2 Episoden)
- 1991: D.E.A. – Krieg den Drogen
- 1992: Spaceshift (Waxwork II: Lost in Time)
- 1994: New York Killer – Die Kunst des Tötens (Killer)
- 1994: Reich und schön (The Bold And The Beautiful, Fernsehserie, 2 Episoden)
- 1994: Junior
- 1997: Sinbads Abenteuer (The Adventures of Sinbad, Fernsehserie, eine Episode)
- 1997: Team Knight Rider (Fernsehserie, eine Episode)
- 1998: Sanctuary
- 1999: Mission Erde – Sie sind unter uns (Earth: Final Conflict, Fernsehserie, eine Episode)
- 1999–2002: Beastmaster – Herr der Wildnis (BeastMaster, Fernsehserie, 29 Episoden)
- 2000: Code Name: Eternity – Gefahr aus dem All (Code Name: Eternity, Fernsehserie, eine Episode)
- 2001: Turbulence 3 (Turbulence 3: Heavy Metal)
- 2001: Showdown im Schnee (Snowbound)
- 2001, 2005: Andromeda (Fernsehserie, 2 Episoden)
- 2003: King of Queens (The King of Queens, Fernsehserie, eine Episode)
- 2006: Unterfinanziert (Underfunded, Fernsehfilm)
- 2013: Cracked (Fernsehserie, eine Episode)
- 2015: Saving Hope (Fernsehserie, eine Episode)